# Athyriopsis hunanensis
Athyriopsis hunanensis là một loài thực vật có mạch trong họ Woodsiaceae. Loài này được Z.R. Wang & S.F. Wu miêu tả khoa học đầu tiên năm 1990.